# Magnus III de Mecklembourg-Schwerin
Magnus III de Mecklembourg-Schwerin (né le 4 juillet 1509 à Stargard – mort le 28 janvier 1550 à Bützow) membre de la maison de Mecklembourg qui fut évêque de Schwerin de 1516 à 1532 et à partir de 1533 le premier administrateur luthérien de la principauté ecclésiastique de Schwerin, tout en conservant le titre de Prince-Évêque.

## Biographie
Magnus III est le fils de Henri V de Mecklembourg-Schwerin et d' Ursula de Brandebourg. Il est élu évêque dès 1516, mais en raison de sa minorité et en l'absence de confirmation pontificale, il ne commence son administration effective qu'en 1532. L'année suivante il introduit la réforme protestante dans sa principauté ecclésiastique et épouse en 1543 Élisabeth de Danemark une fille du roi Frédéric Ier de Danemark et de Sophie de Poméranie. Ils n'ont pas d'enfant et après la mort de Magnus III en 1550 sa veuve se remarie avec Ulrich de Mecklembourg-Güstrow.